# Бурмакин, Владимир Иванович
Владимир Иванович Бурмакин (9 января 1938, Свердловск — 31 августа 2024, Ташкент) — советский узбекский художник. Академик Академии художеств Узбекистана (1997). Заслуженный деятель искусств Узбекской ССР (1981).
Один из самых выдающихся художников Узбекистана.

## Биография
Владимир Бурмакин родился 9 января 1938 года в Свердловске, его семья переехала в Ташкент сразу после его рождения. Отец, Иван Бурмакин, также был художником, занимался кондитерским делом, скончался незадолго до начала Великой Отечественной войны.
В 1957 году окончил Республиканское художественное училище им. П. Бенькова. После училища некоторое время работал школьным учителем рисования и черчения в Самарканде, затем главным художником в Ташкентском Доме офицеров. В течение 11 лет оттачивал своё художественное мастерство в профессиональных мастерских выдающихся деятелей искусства Узбекистана: народного мастера, резчика по ганчу Т. Арсланкулова, народного художника Узбекской ССР А. Абдуллаева, брал уроки повышения квалификации у заслуженного деятеля искусств В. И. Жмакина.
С 1959 по 1965 годы учился в Ташкентском театрально-художественном институте имени А. Н. Островского, где его руководителем был профессор, народный художник Узбекской ССР, академик Р. А. Ахмедов. Был первым узбекским художником, который попытался уйти от стереотипного мышления. В 1969 году большая персональная выставка Владимира Бурмакина, прошедшая в зале «Дома знаний» совместно с Рузы Чарыевым, стала сенсационным событием, перевернула представления того времени на творческий процесс, всколыхнула всё общество. Среди людей посетивших выставку не осталось равнодушных, были как и те, кто не принял творчество художника, так и те, для кого его искусство стало откровением.
В 1981 году после очередной персональной выставки художника в Ташкентском институте искусств ему было присвоено звание Заслуженного деятеля искусств Узбекской ССР. С 1994 по 1997 годы был вице-президентом Союза художников Узбекистана. С 1997 года являлся действительным членом Академии художеств Узбекистана, с 2006 года — секретарём организации. Более 40 лет занимался преподавательской деятельностью, воспитав десятки выдающихся узбекских художников.
Скончался 31 августа 2024 года в Ташкенте.

## Творчество
Владимир Бурмакин — автор многих художественных произведений, вошедших в сокровищницу мирового искусства. Одно из них, его картина «Байсунская Мадонна», экспонировавшаяся в Москве, Франции и Германии. Наиболее известные его работы — портреты, ярко выражающие душевное состояние женщины: уже упомянутая «Байсунская Мадонна» (1968), «Эльвира» (1983); картины: «Ожидающие женщины» (1962), «Отец» (1973), триптих «Песнь о дереве» (1975), «Чья лошадь лучше?» (1979), «Нынешние деятели науки Узбекистана» (1984).
В 1970-х годах Бурмакин создал более 20 монументальных панно и барельефов, выполненных в различной технике, которые украсили Дворец «Дружбы народов», станцию метро «Пахтакор», спорткомплекс «Трудовые резервы», ресторан «Зарафшан», Ташкентский ипподром. В независимом Узбекистане выполнил мозаики Ташкентского аэропорта, холл здания Сената, Национальной библиотеки имени Алишера Навои.
Работы художника неоднократно экспонировались в музеях и галереях таких стран, как Россия, Великобритания, Франция, США и многих других, его картины есть в музейных и частных собраниях всего мира. Так, например, в немецкой галерее Экью Гуммерсбаха находятся 200 его произведений.

## Награды
- Орден «Фидокорона хизматлари учун» (2005)[8]
- Заслуженный деятель искусств Узбекской ССР (1981)[3]
- Государственная премия Узбекистана (2011)[9]
- Золотая медаль Академии художеств Узбекистана (2003)[4]